# Agonum gracile
Agonum gracile es una especie de escarabajo del género Agonum, familia Carabidae. Fue descrita científicamente por Sturm en 1824.
Esta especie es nativa de Europa.